# Mikhail Sjarov
Mikhail Ivanovitj Sjarov (russisk: Михаи́л Ива́нович Жа́ров) (født 27. oktober (14. oktober efter den julianske kalender) 1899 i Moskva i Det Russiske Kejserrige, død 15. december 1981 i Moskva i Sovjetunionen) var en sovjetisk skuespiller og filminstruktør.

## Opvækst
Mikhail Ivanovitj Sjarov blev født den 27. oktober 1899 i Moskva i en trykkeriarbejders familie. Han blev i en tidlig alder interesseret i det nye filmmedie, og begyndte i 1913 som lærling i det trykkeri, hvor faren arbejdede.

## Teaterskuespiller
Allerede i 1915 blev han tilknyttet teatertruppen i Zimin Operateatret og fik der en række betroede opgaver. I 1918 blev han optaget på teaterskole, og han spillede i de følgende mange år på en række af Sovjetunionens scener. I 1930 blev han tilknyttet Det Realitiske Teater i Moskva, i 1931 Kammerteatret og fra 1938 det prestigefyldte Malyj Teatret, hvor han forblev indtil sin død. På Malyj Teatret fungerede han som skuespiller og som instruktør af flere af teatrets opsætninger.
Han var i mange år leder af Skuespillernes Centralforbund og var medlem af præsidiet for det sovjetiske teatersamfund og medlem af bestyrelsen for Sammenslutnignen af filmfotografer i Sovjetunionen. Han fungerede som sekretær for partiudvalget for Sovjetunionens kommunistiske parti i Maly Teatret indtil 1950.

## Filmskuespiller
Han fik debut som filmskuespiller i en mindre rolle som opritsjnik i filmen Zar Ivan Vasiljevich den Grusomme (1915). Han fik en række større roller i løbet af 1920'erne og blev i 1930'erne et stort navn indenfor sovjetisk film, hvor han medvirkede i en række populære film og store produktioner. HAn medvirkede tillige i Sergej Eisensteins storfilm Ivan den Grusomme fra 1944.
Efter krigen debuterede han som filminstruktør med krigskomedien Restless Economy (1946), hvor han også medvirkede med sin tredje kone, Ljudmila Tselikovskaja, med hvem han ofte optrådte på lærredet i løbet af deres korte ægteskab (1943-1948).
Han medvirkede i mere end 60 film.

## Filmografi i udvalg
- Aelita, som Musjik (1924)
- Papirosnitja ot Mosselproma (da.: Cigaretæsken fra Mosselprom 1924), som ekspedient
- Sjakhmatnaja gorjatjka (da.: Skakfeber, 1925)
- Miss Mend (1926)
- Don Diego og Pelageja, som Mikhail Ivanovitj (1927)
- Tjelovek iz restorana (da.: Manden fra restauranten, 1927) , som tjener
- Belyj orjol (da.: Den hvide ørn), som embedsmand (1928)
- To-Buldi-to, som Formand for den revolutionære komité (1929)
- Vejen til livet, som Sjigan (1931)
- Dødens hus (1932)
- Okraina (da.: Udkant, 1933), som studerende Kraevitj
- Uvejret som Vanja Kudrjasj (1933)
- Marionetter, som grænsevagt (1934)
- Tri tovarisjtja (da.: Tre kammarater, 1935), som Zaitsev
- Vozvrasjtjenie Maksima (da.: Maksims tilbagevenden, 1937), som Platon Vasiljevitj Dymba, kontorist, "kongen af St. Petersborgs billard"
- Peter den Store, som hofmand Aleksandr Danilovitj Mensjikov
- Vyborgskaja storona (da.: Vyborgsiden, 1938), som Platon Vasiljevitj Dymba, anarkist
- Bæstet, som Grigorij Smirnov (1938)
- Osjibka insjenera kotjina (da.: Ingeniør Cotjins fejl, 1939), som efterforsker Lartsev
- Stepan Razin, som Lazunoks søn
- Tjelovek v futljare (da.: Manden i skallen, 1939), som Kovalenko
- Oborona Tsaritjyna (da.: Tsaritsyns forsvar, 1942) som kosakken Pertjikhin
- Sekretar rajkoma (da.: Distriktsudvalgssekretæren, 1942), som partisanen Gavrila Rusov
- I fædrelandets navn, som militær paramediciner Ivan Ivanovitj Globa (1943)
- Luftkabine, som pilot Ivan Kuzmitj Baranov (1943)
- Unge Fritz (1943)
- Ivan den Grusomme (1 og 2. del, 1944 og 1945)
- Tvillinger, som Vadim Eropkin (1945)
- Bespokojnoe khozjastvo (da.: ~Uroligt landsted, 1946) som Sergent Major Semibab (også instruktør af filmen)
- Za tekh, kto v more (da.: For dem, der er til søs, 1947) som Mikhail Mikhailovitj Kharitonov
- Mitjurin som Semjon Khrenov (1948)
- Glædelig flyvning , som chauffør Zatjesov (1949)
- Kærlighedens veje, som Artynov (1954)
- Devusjka s gitaroj (da.: Pigen med guitaren, 1958) som Arkadij Ivanovitj Sviristinskij, direktør for en musikbutik
- Kain XVIII, som krigsminister (1963)
- Starsjaja sestra (da: Den ældre søster, 1966), som onkel Mitja Ukhov
- Derevenskij detektiv (da.: Landsbydetektiven, 1968), som Fjodor Ivanovitj Aniskin

## Priser og titler
Sjarov modtog en række priser og hædersbevisninger, herunder
- Det Socialistiske Arbejdes Helt (4. november 1974)
- Folkets kunstner i RSFSR (21. april 1944)
- Folkets kunstner i USSR (26. oktober 1949)
- Folkets kunstner i Aserbajdsjansk SSR (18. juni 1964)[12]
- Stalinprisen af første grad (1941) - for rollen som fyrst A. D. Mensjikovs rolle i filmen Peter den Store (1937, 1938)
- Stalinprisen af første grad (1942) - for rollen som kosak Pertjikhins filmen Tsaritsyns forsvar
- Stalinprisen af anden grad (1947) - for rollen som Mikhail Mikhailovitj Kharitonov i stykket For dem der er til søs! af B. A. Lavrenev
- Den Røde Stjernes Orden (14. april 1944)
- 3 gange Leninordenen (27. oktober 1967, 30. oktober 1970, 4. november 1974)